# NGC 6091
NGC 6091 في الفهرس العام الجديد، هي مجرة، تقع في كوكبة الدب الأصغر. اكتشفت في 8 يوليو 1885 بواسطة إدوارد د. سويفت.

## روابط خارجية
- NGC 6091 على موقع ويكي سكاي: DSS2, SDSS, GALEX, IRAS, Hydrogen α, X-Ray, Astrophoto, Sky Map, Articles and images